# Plakatstil
Plakatstil (nem. za „poster stil”), poznat i kao Sachplakat, bio je rani stil posterske umetnosti u Nemačkoj tokom početka XX stoleća.
Stil je započeo Lucian Bernhard u Berlinu 1906. godine. Karakteristike ovog umetničkog pokreta je smela upadljiva kaligrafija sa svedenim odabirom boja. Oblici i objekti su pojednostavljeni, kompozicija dela se fokusira na centralni objekt. Plakatstil je pravio otklon od kompleknosti Secesije i zastupao moderniji pogled na postersku umetnost.
Istaknuti umetnici Plakatstila su: Ludwig Hohlwein, Edmund Edel, Ernst Deutsch-Dryden, Hans Lindenstadt, Julius Klinger, Julius Gipkens, Paul Scheurich, Karl Schulpig i Hans Rudi Erdt. Kasniji istaknuti umetnik Plaksatila bio je Otto Baumberger.
Das Plakat je bio nemački umetnički magazin objavljivan od 1910 do 1921 od strane Verein der Plakatfreunde („Udruženje prijatelja postera”), osnovane 1905. i kasnije uređivan od strane berlinskog zubnog lekara Hansa Sachsa. Lucian Bernhard bio je direktor udruženja.

## Galerija
- Edmund Edel (, pozorišni poster za Komödie der Liebe Henrika Ibzena
- Julius Klinger: Möhring fabrika kandelabra, 1908
- Hans Rudi Erdt, Manoli, 1911
- Das Plakat zasebno izdanjena The Movie, October 1920; rad Paula Lenija

## Spoljašnje veze
- Umetnička dela iz pravca Plaksatila
- Das Plakat Magazini Архивирано на веб-сајту  (24. септембар 2019)